# Saussemesnil
 (juin 2020).
- Si vous ne connaissez pas le sujet, laissez ce bandeau (vous pouvez alors contacter les auteurs).
- Si vous supprimez le contenu mis en cause (vous pouvez préalablement contacter les auteurs),

argumentez précisément cette suppression dans la page de discussion
(un manque de référence n'est pas un argument ; une recherche réelle de référence doit avoir été effectuée, être formellement documentée).
Sauxemesnil redirige ici.
Saussemesnil ou Sauxemesnil ou Sauxemesnil-Ruffosses est une commune française, située dans le département de la Manche en région Normandie, peuplée de 912 habitants.

## Géographie

### Localisation
La commune, située au nord de la péninsule du Cotentin, s'étend jusqu'aux bois de l'Ermitage et de Roudoux à l'ouest, du Coudray au nord, de Barnavast à l'est et du Piège au sud.
Les communes limitrophes sont  Brix, Gonneville-Le Theil, Le Mesnil-au-Val, Montaigu-la-Brisette, Saint-Joseph et Tamerville.

### Géologie et relief
Le paysage est vallonné et typiquement bocager, l'altitude variant entre 60 mètres à la sortie de la Gloire du territoire au sud et 175 mètres en limite ouest à la Sorellerie, un des points culminants du Nord-Cotentin, dépassé de quelques mètres seulement par les hauteurs de la Hague.

### Hydrographie
La commune est située dans le bassin Seine-Normandie. Elle est drainée par la rivière de Gloire, le ruisseau du Querbe, le ruisseau Querbot, le cours d'eau 01 des Rougettes, le cours d'eau 04 de Gloire, l'Eau des Corps, le fossé 06 de Gloire et la rivière de Gloire,,.
La rivière de Gloire, d'une longueur de 18 km, prend sa source dans la commune et se jette  dans la Douve à Négreville, après avoir traversé cinq communes.

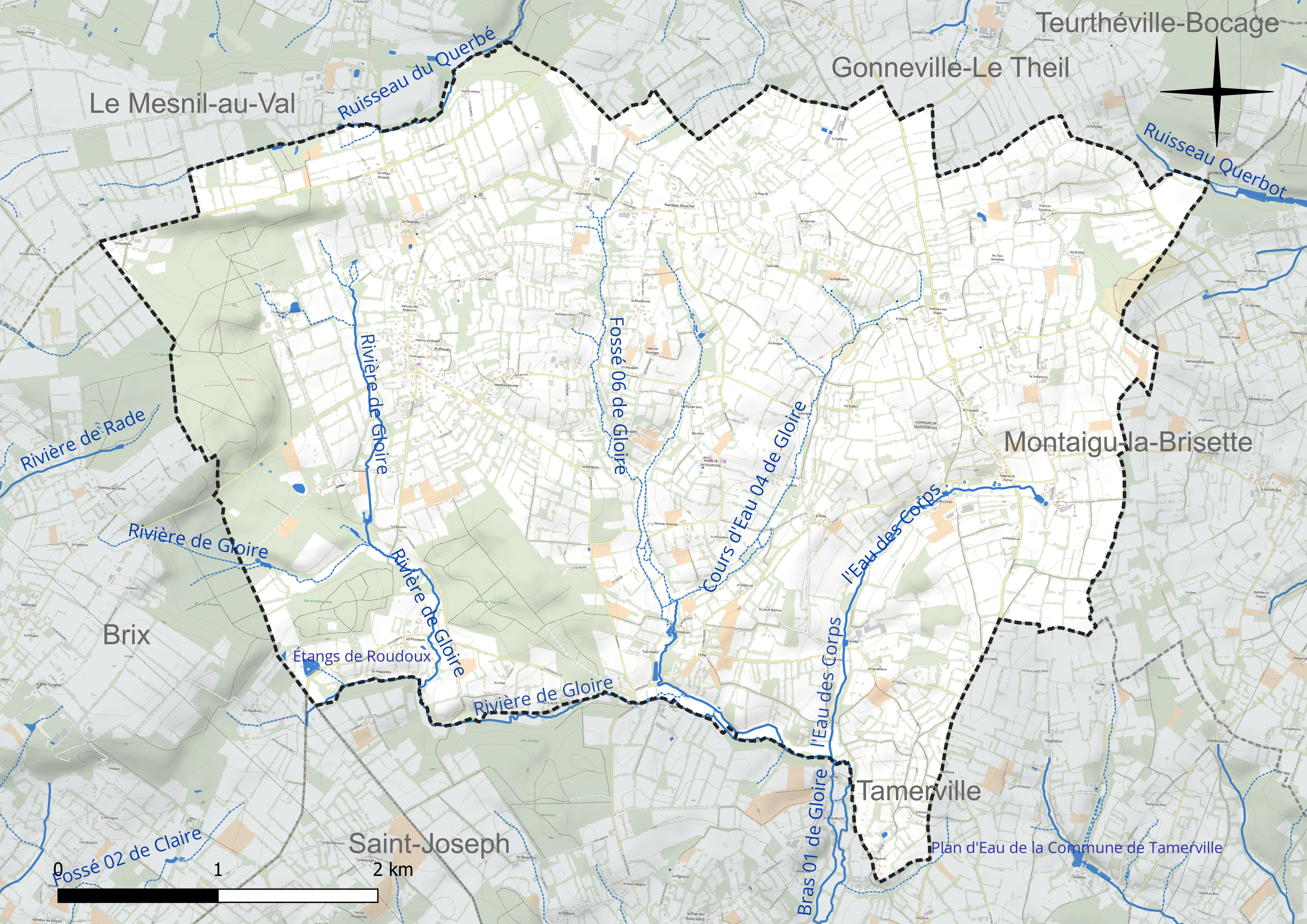
Réseau hydrographique de Saussemesnil.

Un plan d'eau complète le réseau hydrographique : les étangs de Roudoux (0,7 ha),.

### Climat
Pour des articles plus généraux, voir Climat de la Normandie et Climat de la Manche.
En 2010, le climat de la commune est de type climat océanique franc, selon une étude du CNRS s'appuyant sur une série de données couvrant la période 1971-2000. En 2020, Météo-France publie une typologie des climats de la France métropolitaine dans laquelle la commune est exposée à un climat océanique et est dans la région climatique  Normandie (Cotentin, Orne), caractérisée par une pluviométrie relativement élevée (850 mm/a) et un été frais (15,5 °C) et venté. Parallèlement le GIEC normand, un groupe régional d’experts sur le climat, différencie quant à lui, dans une étude de 2020, trois grands types de climats pour la région Normandie, nuancés à une échelle plus fine par les facteurs géographiques locaux. La commune est, selon ce zonage, exposée à un « climat maritime », correspondant au Cotentin et à l'ouest du département de la Manche, frais, humide et pluvieux, où les contrastes pluviométrique et thermique sont parfois très prononcés en quelques kilomètres quand le relief est marqué.
Pour la période 1971-2000, la température annuelle moyenne est de 10,7 °C, avec une amplitude thermique annuelle de 11,4 °C. Le cumul annuel moyen de précipitations est de 906 mm, avec 14,3 jours de précipitations en janvier et 8,2 jours en juillet. Pour la période 1991-2020, la température moyenne annuelle observée sur la station météorologique la plus proche, située sur la commune de Gonneville-Le Theil à 7 km à vol d'oiseau, est de 11,0 °C et le cumul annuel moyen de précipitations est de 940,4 mm,. Pour l'avenir, les paramètres climatiques de la commune estimés pour 2050 selon différents scénarios d’émission de gaz à effet de serre sont consultables sur un site dédié publié par Météo-France en novembre 2022.

## Urbanisme

### Typologie
Au 1er janvier 2024, Saussemesnil est catégorisée commune rurale à habitat dispersé, selon la nouvelle grille communale de densité à sept niveaux définie par l'Insee en 2022.
Elle est située hors unité urbaine.
Par ailleurs la commune fait partie de l'aire d'attraction de Cherbourg-en-Cotentin, dont elle est une commune de la couronne,. Cette aire, qui regroupe 77 communes, est catégorisée dans les aires de 50 000 à moins de 200 000 habitants,.

### Occupation des sols
L'occupation des sols de la commune, telle qu'elle ressort de la base de données européenne d’occupation biophysique des sols Corine Land Cover (CLC), est marquée par l'importance des territoires agricoles (86 % en 2018), en diminution par rapport à 1990 (88,1 %).
La répartition détaillée en 2018 est la suivante : prairies (67,9 %), forêts (11,9 %), zones agricoles hétérogènes (11,8 %), terres arables (6,3 %), zones urbanisées (2 %).

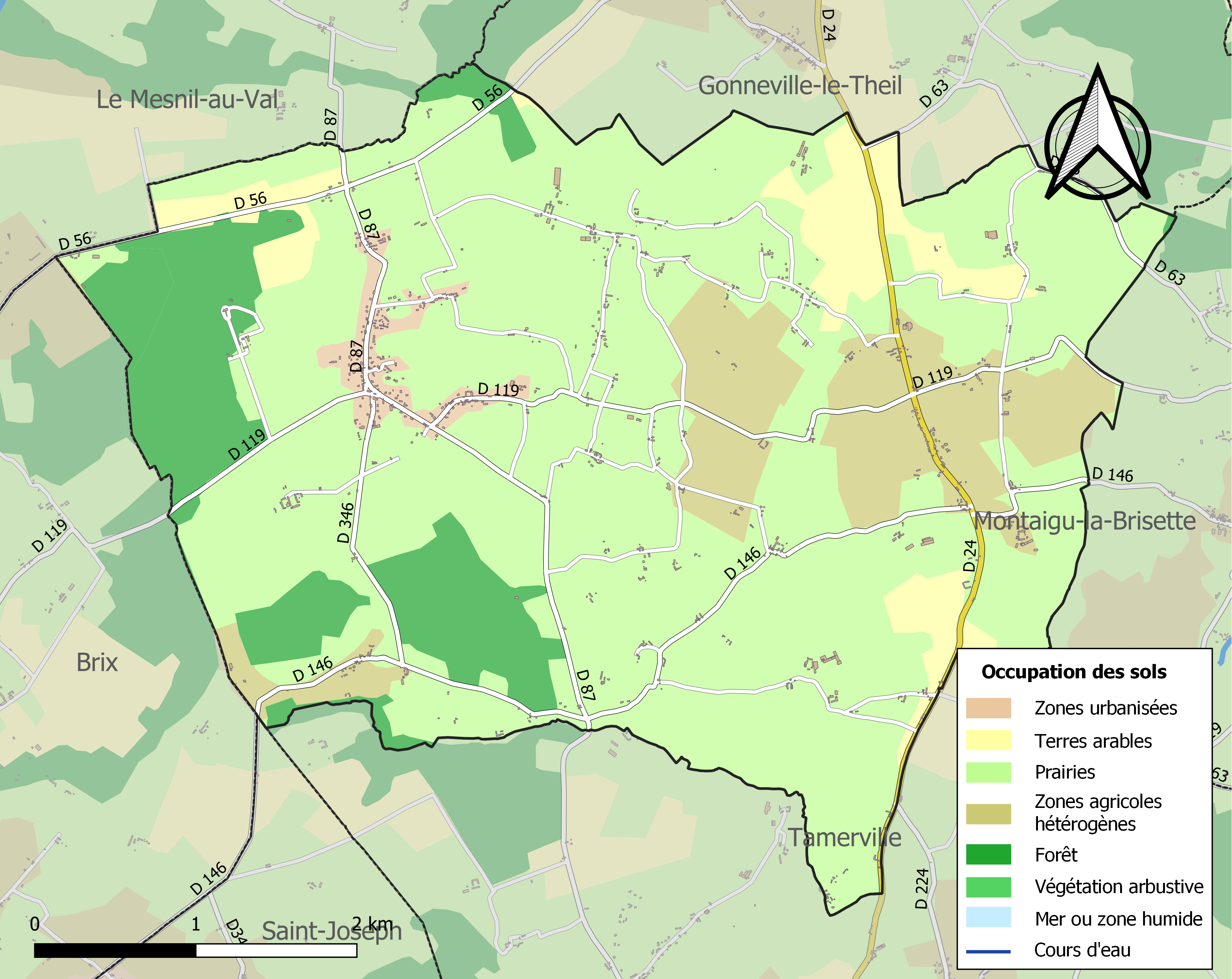
Carte des infrastructures et de l'occupation des sols de la commune en 2018 (CLC).

L'évolution de l’occupation des sols de la commune et de ses infrastructures peut être observée sur les différentes représentations cartographiques du territoire : la carte de Cassini (XVIIIe siècle), la carte d'état-major (1820-1866) et les cartes ou photos aériennes de l'IGN pour la période actuelle (1950 à aujourd'hui).

### Morphologie urbaine
La commune est composée des deux bourgs (et historiquement, deux paroisses) bien distincts de Saussemesnil (formé par les habitations du hameau Dorey, du hameau de l'Église et du Calvaire) et Ruffosses, distants de 4,5 km environ et d'importances comparables, à mi-distance desquels est sis un hameau composé de la mairie, de la salle communale, et de l'école maternelle. Une école primaire est en activité au bourg de Ruffosses. Les deux villages sont particulièrement bien équipés en commerces de proximité : bar, épicerie, dépôt de pain à Saussemesnil, boulangerie-pâtisserie, épicerie, bar et restaurant à Ruffosses.
Le hameau du Calvaire est à 7,5 km au nord de Valognes, à 14 km à l'ouest de Quettehou, à 15 km au sud-ouest de Saint-Pierre-Église et à 15 km au sud-est de Cherbourg-en-Cotentin.
Ruffosses, dont le développement fut lié à la déforestation d'importantes sections de la forêt de Brix, n'a jamais été une commune à part entière. Cependant, jusqu'au milieu des années 1990, un système de sectionnement électoral imposant aux administrés de Ruffosses et Saussemesnil d'élire des conseillers municipaux de leurs villages respectifs favorisait un certain équilibre de la représentation des deux sections au conseil municipal. Les deux bourgs ont chacun leur monument aux morts.

## Toponymie
Le nom de la paroisse est mentionné sous les formes Saxemaisnil, vers 1125 (cart. Mbg f 113 ) et de 1159 à 1180, Sausemesnillo à l'occasion d'un procès en juillet 1288 contre Montaigu-la-Brisette, paroisse voisine au sujet des dîmes novales, c'est-à-dire l'impôt levé par l'Église sur les terres nouvellement défrichées.
Pour Jean Adigard des Gautries, repris par Albert Dauzat et Charles Rostaing, François de Beaurepaire et René Lepelley, il s'agit d'un nom de personne norrois Saxi, qui a aussi donné son nom à Saucemare ancien microtoponyme à Sauxemesnil (homonyme par exemple de trois différents Saussemare en Seine-Maritime). On retrouve le même type anthroponymique Saxi dans Saussetour à Fresville (Sauxetorp fin XIIe siècle) ; Sauxtour à Théville (Sauxetourp 1292), qui ont tous deux leurs exacts correspondants dans l'ancien Danemark (Saxtorp, Scanie anciennement danoise, Suède ; Saustrup, Schleswig-Holstein, jadis Saxtorppe et Saxtorf, Schleswig-Holstein, Saxtorpe 1538, ancienne partie danoise de Schleswig, Allemagne) et en Angleterre (Saxthorpe, Norfolk, Saxthorp 1085) ; Mesnil-Saulce à Fresney-le-Vieux (Calvados, Mesnil-Saxe 1228), ainsi que dans les Sassetot-le-Mauconduit et Sassetot-le-Malgardé (Sauxetot v. 1210) de Seine-Maritime. Tous ces toponymes sont exclusivement normands et présentent des formes anciennes avec -x- ayant dans certains cas, évolué en [s]. L'élément sax- / saux-, le plus souvent associé à un appellatif d'origine norroise (-tot, -torp, -mare) exclue l'ancien français sausse, sauce « saule ». Enfin, l'appellatif -mesnil entre la plupart du temps en composition avec un nom de personne, sauf dans les cas ou il est associé à un adjectif roman aisément reconnaissable.

## Histoire

### Antiquité
Le territoire de Sauxemesnil était traversé par une voie romaine et au XIXe siècle ont mis au jour 5 000 médailles romaines ainsi que des débris divers et des tuiles.

### Moyen Âge
Au XIIe siècle, la paroisse relevait de l'honneur de La Haye.
C'est probablement à la limite de Brix et de Saussemesnil que se déroula en 4 juillet 1379 une bataille que plusieurs chroniqueurs nomment bataille de Pastoy ès bois altération probable de Prestot, aujourd'hui Brestot. Celle-ci opposa une troupe française commandé par Guillaume des Bordes qui venait d'être nommé lieutenant du roi en Basse-Normandie et une troupe anglaise avec à sa tête John Harliston. Guillaume des Bordes, à la tête d'une compagnie de cinq cent hommes, pour la plupart des mercenaire génois, qui s'était retiré à Montebourg où il surveillait l'arrière pays avait décidé d'attaquer les Anglais par surprise et marcha sur Cherbourg avec toutes ses forces et ses principaux lieutenants : le sénéchal d'Eu, Perceval d'Enneval, Guillaume Martel, les sires de Torcy, d'Ivry et de Bracquemont. Par le plus grand des hasards, le chef Anglais, John Harliston, était sorti de Cherbourg au même moment, accompagné de John Copeland, de John Burle, d'Othon de Granson, de Philippe Pigourde, de Jean Oursel et de Jean Aubourg. Le contact entre les deux armées se fit à peu près à mi-chemin « ès bois, en une place que on dist Prestot ». Froissart nous dit que la bataille dura longuement et tourna à l'avantage des Anglais. Les français eurent 120 morts que les moines du prieuré de l'If enfouirent sur place et où ils édifièrent une croix. Quant à Guillaume de Bordes il fut fait prisonnier et conduit à Cherbourg avec beaucoup des siens. Les survivants rentèrent à Montebourg, puis l'armée française se replia sur Carentan, Saint-Lô et Saint-Sauveur laissant les Anglais maîtres d'une grande partie du Cotentin avec la place de Cherbourg comme base d'opérations.

### Temps modernes
En 1567, Jehan Hervieu, écuyer, sieur de Saulxemesnil, est taxé de 6 livres pour son fief de Sauxemesnil dans le rôle des nobles et roturiers, au titre du ban et de l'arrière ban de la vicomté de Coutances, réalisé par Gilles Dancel, seigneur d'Audouville, lieutenant général du bailli de Cotentin, tenu à Coutances les 20-22 octobre. Le fief de Sauxemesnil qui valait un huitième de fief de haubert, relevait de la baronnie de La Haye-du-Puits.

### Un front continu de défrichement pendant cinq siècles
(octobre 2022).
[pas clair]C'est grâce à ce contentieux sur les dîmes novales qu'on peut suivre pas à pas le développement de la paroisse, la règle étant simple : le clergé ne prélève qu'à partir du moment où la terre a été réellement mise en valeur, ce qui constitue pour nous un marqueur intéressant. Si procès il y a, c'est d'une part parce que plusieurs ecclésiastiques se disputent la récolte (abbé de Montebourg, curé de Sauxemesnil, chapitre de Coutances) et d'autre part en raison du caractère confus du front de défrichement percé d'enclaves et de chemin creux. Comme si la progression avait été stoppée net dès le début, c'est alors vers le nord-ouest, l'ouest et le sud ouest que la paroisse s'est agrandie au fil du temps, agrandissements épaulés par des sanctuaires périphériques (prieuré Saint-Martin à l'If, Ruffosses, rattaché à l'abbaye de Lessay). L'histoire du peuplement marque une pause très sensible de la fin du XIVe siècle jusqu'au milieu du XVe siècle : cette partie de la presqu'île a été très durement touchée par le « grand vuydement » de 1378 imposé par la Couronne, nom donné à la politique de la terre brûlée pratiquée en Nord-Cotentin pour ralentir l'avancée anglaise dont les exactions ont probablement chassé devant elle les récalcitrants au départ. Et il y a tout lieu de penser que ceux qui n'ont pas déguerpi ont été malmenés ou enrôlés de force par les soudards et les brigands qui infestaient les bois environnants. Les indices fiscaux dont on dispose pour cette période sont assez accablants. Le pays est comme vidé durablement de sa population. C'est à la fin de cette époque de malheurs que dans un souci de reconstruction la Couronne a octroyé ou confirmé en 1461 aux habitants de cette partie du Cotentin des droits d'usage qui les autorisaient à prélever de la terre à pots. Ces droits ne visaient pas particulièrement Sauxemesnil dont le nom n'est même pas cité dans l'acte. Les intéressés se sont dépêchés d'affirmer que ces droits étaient antérieurs au débarquement anglais de 1407 mais si leurs déclarations ne prouvent rien, cela fait toujours plaisir.
[pas clair]La seconde histoire de Sauxemesnil commence véritablement avec le premier tiers du XVIe siècle, c'est-à-dire un peu avant Gilles de Gouberville. Les mentions les plus anciennes d'implantation de défricheurs nommément connus nous placent dans le giron de la sergenterie Pinel, dont le ressort présidait déjà à la reconnaissance des droits en 1461. Les autres intervenants sont les Laîné, famille la plus ancienne connue dans cette contrée et dont l'un des ancêtres Thomas Laîné était titulaire d'une vaquerie à son nom qui renvoie à d'autres droits d'usage. Il est temps de parler des fieffes faites par adjudication sur les lisières du Domaine royal. Le XVIe siècle a été un siècle d'émergence du droit forestier et de l'administration mise en place pour l'appliquer. Cette émergence a été contrecarrée par les besoins financiers de la monarchie jamais à court d'expédients pour se renflouer en période de guerre civile. Un de ses expédients consistait à organiser de grandes braderies locales en faveur des populations riveraines de la forêt avec le but doublement louable de mettre en valeur des portions de « terres vaines et vagues » désormais inutiles et de fixer des populations enclines à se servir elles-mêmes sans penser au lendemain. Le fait est que ces adjudications étaient faites par les commissaires du roi envoyés exprès à cet effet et que les premiers acquéreurs de ces lots de terres à mettre en valeur étaient les officiers de Valognes qui étaient en même temps seigneurs dans les paroisses environnantes. La liste est longue de ceux d'entre eux qui en ont croqué, le tour de passe passe consistant à tromper son monde sur les surfaces et la qualité des portions mises en vente. L'astuce consistant à sous-concéder à ses propres vassaux des lots de terre où il était précisément interdit de bâtir et au grand jamais d'y construire des fours dont on devine le risque incendiaire. Un peu comme dans la sous-traitance de sous-traitance aujourd'hui et leur cahier des charges, les clauses premières du contrat ont été oubliées à la première sous-concession. On va ainsi vu rapidement se créer de véritables hameaux de tuiliers et potiers dont l'administration centrale n'a découvert qu'un siècle plus tard l'existence, lors de l'inspection générale appelée Réformation menée ici par Guy Chamillart et son lieutenant.

### Potiers de Saussemesnil
(octobre 2022).
Réunion de plusieurs hameaux potiers implantés pendant les dernières vagues de défrichements, la paroisse a été avec Néhou et Vindefontaine l'un des principaux centres potiers du Cotentin de la fin du Moyen Âge jusqu'au début du XXe siècle, encouragé par les seigneurs locaux qui, en tant qu'officiers des Eaux et Forêts auraient dû empêcher la construction des fours à pots dans les lisières, tels Gilles de Gouberville. De vastes tribus potières répondant au nom de Mouchel, Lepoittevin et Vallognes dans se sont concentrées dans quatre hameaux longeant les frontières occidentales de la paroisse : le Grand et Petit Hameau Mouchel près de Monvason, les Rabusquets à l'ouest et Sicqueval à la limite de Tamerville.
Une sorte de monopole familial fondé sur les alliances matrimoniales entre clans dominants excluant de fait les intrus. C'est en partie pour cette raison qu'à la différence des centres potiers de Vindefontaine et de Ger, Saussemesnil est une communauté potière non statuée, c'est-à-dire tout sauf une corporation réglementée par des statuts : les seuls titres justificatifs de cette communauté sont usagers, c'est-à-dire qu'elle n'existe que pour le droit de prendre de la terre à pots dans la "Haye de Valognes" (Négreville) et du « bois morgu ou à demy pourry » dans la forêt de Brix. Droit pour lequel un prévôt des potiers de Saussemesnil levait le paiement d'une rente au Domaine royal dès les années 1550. En principe les droits d'usage avaient été abolis depuis le Code forestier mais on avait fait exception pour certains cas comme Saussemesnil et Néhou à condition de limiter l'activité à un four, un hameau et un chef de famille : deux pour les Mouchel, un pour les Lepoittevin et un pour les Vallognes. Ces dispositions imposées par jugement en 1674 n'ont jamais été appliquées par une entente immédiate entre potiers interdits et privilégiés à coups de vente fictives, de rotations de jouissance du four entre frères puis cousins et enfin de constructions de four dans les lisières. En 1782, le centre comprend une dizaine de fours et 32 artisans potiers. Le caractère sauvage des lisières, l'homonymie généralisée et la complicité des autorités locales (les seigneurs de Saussemesnil furent longtemps officiers des Eaux et Forêts de Valognes et les Mouchel se font recruter comme gardes-bois) ont été le plus sûr des abris.
Même si toutes ne sont pas potières, chaque tribu se divise en clans distincts reconnaissables au port d'un avernom, c'est-à-dire un surnom clanique et héréditaire. On a compté plus d'une centaine d'avernoms pour les seuls Mouchel. On a des raisons de penser que la consanguinité assez forte (6 % des mariages) n'est pas seulement liée à la nécessité de verrouiller la profession à tout mariage étranger, au besoin de se rapprocher d'un four à pots légal ou de trouver un lignage qui légitime l'activité (les 3/4 de la profession sont des illégaux). La poterie n'est qu'un élément d'une conception ancienne et très élargie de la famille dont les activités sont étrangement complémentaires et analogues à celle d'une entreprise (atelier de potier, cabaretier, adjudicataire des bois, garde forestier, etc.) On pense même qu'en faisant travailler les frères, cousins et beaux-frères, la profession pratique le micro-crédit et évite le salariat parce que les prix de vente de la vaisselle sont désespérément bas et supportent très difficilement la concurrence des autres matériaux. C'est probablement une des raisons de sa survie prolongée franchissant sans encombre la Révolution et la disparition des privilèges et n'acceptant définitivement les intrus qu'à condition qu'ils épousent des filles de la Tribu potière fondatrice, celle des Mouchel dit Les Riettes dont descendit la majorité des clans potiers et qui a partie liée avec l'église locale puisque plusieurs de ses descendants ont pratiqué la statuaire religieuse.

## Population et société
Les habitants de la commune sont appelés les Sauxemesnillais.

### Onomastique et homonymie
(octobre 2022).
Au début du XIXe siècle, 45 % des presque 2 000 habitants se nomment Mouchel, Lepoittevin ou Vallongnes. S'y ajoute une homonymie des familles de second rang (en effectif) comme les Touraine et Vautier, et parfois à cheval sur plusieurs paroisses comme les Leblond.
Il est clair[pourquoi ?] que ce sont les défrichements et non pas la poterie qui sont à l'origine de cette agglutination de populations auxquelles la forêt procure tantôt le bois, tantôt la pâture (illégale) le travail salarié (dans les ventes) tantôt les terres à défricher quand les lisières sont suffisamment saccagées pour être bradées.
L'apparition des surnoms est parallèle aux vagues de défrichement, à une vingtaine d'années près, comme s'il avait fallu prendre en compte l'installation d'une génération autour d'un hameau. Les premiers surnoms du XVIe siècle n'ont pas tenu plus d'une génération peut-être à cause de la guerre de la Ligue dans laquelle Saussemesnil est impliqué activement. Les Hervieu, seigneurs de Sauxemesnil au bord de la ruine ont en effet à plusieurs reprises pris les armes pour bouter tantôt les Anglais fidèles soutiens des Protestants puis les troupes royales de Cherbourg lorsque le Roi de France lui-même fut protestant. Un échec sanglant en 1593 devant les portes de Cherbourg laisse plusieurs centaines de victimes sur le terrain. Des Mouchel, Raynel Gréard et Hamon figurent dans la liste des comploteurs qui ont suivi leurs maîtres lors de ce coup manqué.
La seconde vague est celle du milieu du XVIIe siècle à laquelle correspondent les plus anciens avernoms, surnoms héréditaires et claniques par opposition aux sobriquets individuels qui s'éteignent avec leur titulaire. Dans la pratique, l'individu est appelé par son surnom précédé ou non par son prénom. Ils prennent leurs sources dans le nom d'une terre (Vallongnes dit Laforge, propriétaires de la parcelle de la forge Berryer, Mouchel dit Muscadin propriétaires du jardin Muscadin) d'une ferme louée (Mouchel dit Latourelle), d'un seigneur dont on est fermier (Mouchel dit Grenneville / Grainville), du hameau d'origine (Lepoittevin dit Rabusquets : du verbe rabutchir employé pour le travail de la terre, Mouchel dit Lasablonnière : le sablon était imposé aux métayers de Sauxemesnil pour amender le sol trop acide, Vallongnes dit Rombisson : le Rond Buisson était un bosquet détaché des reins de la forêt de Brix) de la profession d'origine (Mouchel dit Le Querrier, puis Leguerrier du verbe querrir qui signifie transporter, Lepoittevin dit Tronche, du verbe troncher qui signifie couper le bois) du souvenir de l'ancêtre (Mouchel dit Grand Robert, Leblond dit Maro) ou d'un défaut familial supposé héréditaire (Mouchel dit Gros Dos, Vallongnes dit Les Gros Yeux), ainsi que, plus curieusement, dans le nom de famille de l'épouse (Mouchel dit Lecappelain, du nom de leur mère).
Il arrive qu'un surnom maternel bascule vers un autre clan (les Mouchel dit Drillot dit Latourelle et dit Cauco), ou qu'il mute à cause du découplage entre l'oral et l'écrit (Les Mouchel Leguerrier et les Mouchel dit Carrière, descendaient ainsi des Mouchel Lequerrier, l'origine du mot a été oubliée ; Les Mouchel dit Les Riettes sont les descendants des Mouchel l'Orillette par référence au tènement de l'Oraille, c'est-à-dire l'orée de la forêt où le clan a fait souche).

### Structure sociale et foncière
En 1754-1755, la population sauxemesnillaise est composée de 345 propriétaires exploitants et quatorze fermiers répartis sur une superficie de près de 1 400 acres de terre labourable et 270 vergées de prairie, le tout de fonds médiocres et plutôt maigre en labour selon les commentaires du personnel de l'Intendance de Caen. La chose est confirmée par le nombre important de fours à chaux (illégaux) implantés dans les limites de la paroisse : les sols forestiers sont acides et nécessitent d'être amendés. Les travaux de Charles Butel sur la commune au siècle suivant confirment une forte densité de petits et moyens exploitants condamnés à des activités professionnelles complémentaires à la fois par la faible superficie par tête, un parcellaire à mailles fines, la proximité tentante de la forêt et la qualité très inégale des sols de plus en plus gorgés d'eau et d'argile à mesure qu'on s'avance en direction du Grand Bosq. Mais pour être exact, on doit dire aussi qu'une part importante de la communauté potière ne fait pas des pots parce qu'elle a besoin d'un revenu complémentaire mais d'abord et avant tout pour le maintien du privilège en droit sinon en fait. Tout indique que la rentabilité de la profession parait notoirement critique à cause de la petite taille des fours et du prix du bois en constante augmentation au cours du XVIIIe siècle. La quinzaine de grosses fermes est constituée de façon classique par les fermes des seigneurs locaux (Hervieu, Muldrac) qui se partagent la paroisse et résident le plus souvent dans leur hôtel particulier à Valognes. Une partie de ces fermiers sont aussi fermiers des dîmes pour les prieurs, curés, abbés et chapitre de Coutances qui prélèvent leur juste part des récoltes sur les défrichements à coups de procès-fleuves. Ils sont tout naturellement proches des familles de meuniers (les Lecorps et les Touraine au XVIIe siècle, les Bertault au siècle suivant) installés sur les rives de la Gloire et ses affluents. De façon plus originale certains de ces fermiers sont aussi des descendants de ces défricheurs potiers (Mouchel dit Vichard descendants des Mouchel dit Leguerrier, Mouchel dit Lafosse) qui ont tellement fait leur pré carré qu'ils peuvent laisser le métier de la poterie à des collatéraux ou à des beaux-frères homonymes. Tout se passe comme si la poterie, les défrichements continuels et les métiers de la forêt servaient de retardateurs à l'exode rural grâce à ce jeu séculaire de solidarité lignagère.

## Politique et administration
| Période                                  | Période   | Identité         | Étiquette | Qualité               |
| ---------------------------------------- | --------- | ---------------- | --------- | --------------------- |
| juin 1995                                | mars 2008 | Gilbert Février  |           |                       |
| mars 2008                                | mars 2014 | Geneviève Huet   | SE        | Rédacteur territorial |
| mars 2014                                | mai 2020  | Joël Diesny      | SE        | Retraité              |
| mai 2020                                 | En cours  | Jean-Marie Dorey | SE        | Technicien Orano      |
| Les données manquantes sont à compléter. |           |                  |           |                       |

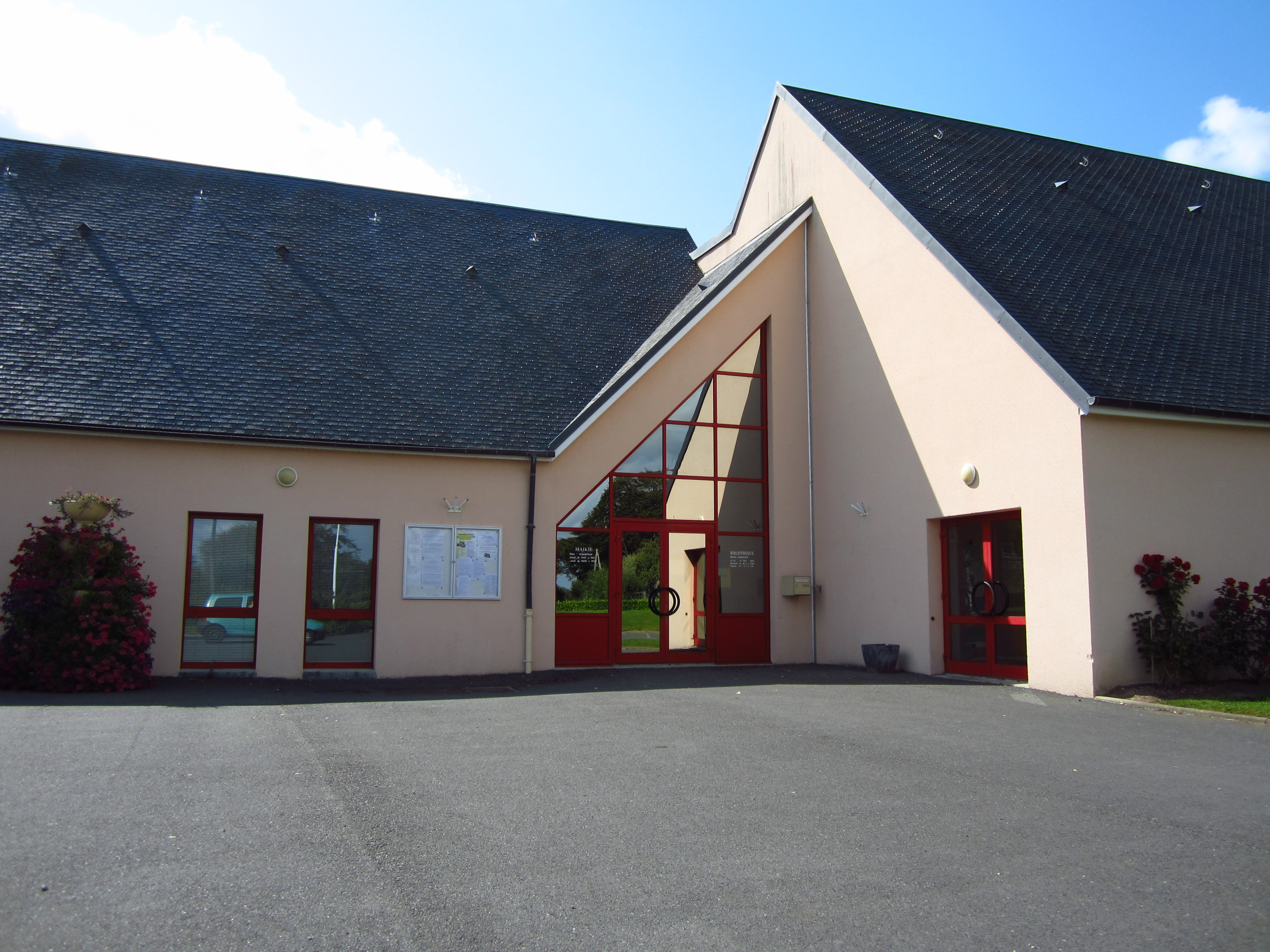
La mairie.

Le conseil municipal est composé de quinze membres dont le maire et trois adjoints.

## Démographie

### Évolution démographique de l'Ancien Régime à aujourd'hui
Population de Saussemesnil en nombre de feux.
- 1431 : 38
- 1521 : 62
- 1652 : 178
- 1695 : 250
- 1713 : 380 (?)
- 1727 : 293
- 1789 : 349

Sur la base finale de quatre habitants par feu en moyenne, sachant que Saussemesnil n'a pas achevé sa transition démographique à la fin de l'Ancien Régime (taux d'accroissement naturel 1792 = 3 %). En 1793, le recensement compte 1 294 habitants. La forte croissance de population à la fin du XVIIe et au milieu du XVIIIe siècle est à mettre en relation avec les vagues de défrichements de la forêt de Brix. D'autre part les adjudications forestières de la Maîtrise des Eaux & forêts de Valognes introduisent à Saussemesnil un surcroît de population qui n'est pas durablement attachée à la paroisse et qui vit des petits métiers du bois dans des conditions difficiles, souvent des bijudes ou cabanes au fonds des clairières. Cette situation explique en partie le maintien prolongé d'une mortalité élevée. C'est aussi pourquoi les statistiques de la période sont encore plus sujettes à caution que d'habitude. La paroisse reste très fortement endogame (plus de 80 % des mariages). La prédominance de Saussemesnil vis-à-vis de ses voisines lui a valu à titre éphémère pendant la Révolution le rang de chef-lieu de canton.
L'évolution du nombre d'habitants est connue à travers les recensements de la population effectués dans la commune depuis 1793. Pour les communes de moins de 10 000 habitants, une enquête de recensement portant sur toute la population est réalisée tous les cinq ans, les populations de référence des années intermédiaires étant quant à elles estimées par interpolation ou extrapolation. Pour la commune, le premier recensement exhaustif entrant dans le cadre du nouveau dispositif a été réalisé en 2007.
En 2022, la commune comptait 912 habitants, en évolution de +1,67 % par rapport à 2016 (Manche : −0,31 %, France hors Mayotte : +2,11 %).
C'est en 1831 que Saussemesnil a atteint son maximum démographique avec 2 011 habitants.
| 1793  | 1800  | 1806  | 1821  | 1831  | 1836  | 1841  | 1846  | 1851  |
| ----- | ----- | ----- | ----- | ----- | ----- | ----- | ----- | ----- |
| 1 294 | 1 638 | 1 820 | 1 878 | 2 011 | 1 823 | 1 912 | 1 832 | 1 845 |

| 1856  | 1861  | 1866  | 1872  | 1876  | 1881  | 1886  | 1891  | 1896  |
| ----- | ----- | ----- | ----- | ----- | ----- | ----- | ----- | ----- |
| 1 767 | 1 676 | 1 665 | 1 436 | 1 459 | 1 385 | 1 336 | 1 230 | 1 198 |

| 1901  | 1906  | 1911  | 1921 | 1926 | 1931 | 1936 | 1946 | 1954 |
| ----- | ----- | ----- | ---- | ---- | ---- | ---- | ---- | ---- |
| 1 155 | 1 071 | 1 061 | 915  | 911  | 873  | 925  | 923  | 847  |

| 1962 | 1968 | 1975 | 1982 | 1990 | 1999 | 2006 | 2007 | 2012 |
| ---- | ---- | ---- | ---- | ---- | ---- | ---- | ---- | ---- |
| 762  | 726  | 681  | 772  | 853  | 915  | 917  | 917  | 925  |

| 2017 | 2022 | - | - | - | - | - | - | - |
| ---- | ---- | - | - | - | - | - | - | - |
| 884  | 912  | - | - | - | - | - | - | - |

## Culture locale et patrimoine

### Lieux et monuments
- Église Saint-Grégoire des XIe, XVe – XXe siècles, consacrée au pape Grégoire Ier. Elle est édifiée après la bataille d'Hastings, dans le style roman dont elle conserve le plan en croix latine, un arc triomphal, des chapiteaux, des modillons et une partie de sa nef. L'édifice est remanié et agrandi durant les XIVe et XVe siècles, avec une sacristie adjointe au XVIIIe siècle. L'église est composée d'une nef de cinq travées et d'un chœur à trois travées, voûtés d'ogives qui reposent sur des culots sculptés représentant des visages. La tour, avec un cadran solaire, daté de 1504, érigée à la place d'un transept et coiffée d'un toit en bâtière[45] a été restaurée en 1946 après les dégâts subis à la Libération. L'église conserve à l'extérieur une statue de pierre de son saint patron en tiare du XVe, et à l'intérieur une Vierge à l'Enfant du XVIe, un bas-relief Trinité en albâtre du XVe, classée au titre objet aux monuments historiques[46], et un saint Laurent du XVIIe[47]. À voir également l'ornementation de l'escalier et de la tribune.
- Église Notre-Dame de Ruffosses des XIXe – XXe siècles (1850). L'édifice abrite un calice et sa patène d'Alexis Porcher du XVIIIe classés en 1998 au titre objet aux monuments historiques[48].

Les deux églises, très endommagées en 1944, ont été restaurées selon les plans de l'architecte Lebouteiller.
- Ancienne chapelle Notre-Dame-de-la-Délivrande du XVe siècle, aujourd'hui à usage de grange, oratoire Notre-Dame daté de 1780 et lavoir au hameau de la Chapelle à Ruffosses.
- Châteaux de l'Ermitage et de Rochemont : construits face à face, par le consul Lebrun sous l'Empire, ils sont réunis par une grande allée[50].

À la fin du XIXe siècle, l'Ermitage était la possession de François de Lagorsse (1842-1917), député de la manche de 1890 à 1893.
- Château de Montvason à Ruffosses.
- Château de Saussemesnil ou la Grande Maison. Cet ancien château seigneurial reconstruit au XVIIIe siècle[51], comprend deux ailes et sa façade est ponctuée d'un pavillon central en avancée, surmonté d'un fronton triangulaire.
- Calvaire de l'If : situé à l'entrée du domaine du prieuré Saint-Martin-de-l'If fondé vers 1150 par les bénédictins de Lessay[52], aujourd'hui exploitation agricole, cette croix en pierre blanche arbore en dessous du Christ un blason armorié, timbré d'un casque taré de front à sept grilles, signe de marquisat[Note 5], avec les armes gravées de la famille Louvel : de gueules au léopard d'argent. Les seigneurs de Chiffrevast se donnaient le nom de « seigneurs de l'If »[53].
- Sources de la Gloire, à Ruffosses.

Pour mémoire
- Prieuré de Saint-Martin à l'If ou Saint-Martin d'Allis ou Alips (secourable) du XIIe siècle.

Il était situé à cinq kilomètres de l'église paroissial de Saussemesnil, dans la forêt de Brix. Abandonné vers 1750, en 1903, on voyait encore les débris de la chapelle. Son nom lui viendrait d'un if qui se trouvait près de la chapelle. Le prieuré fut donné à l'abbaye de Lessay par Haleine de Chiffrevast. La charte de donation stipulait que les moines devaient jusqu'à minuit sonner la cloche afin de guider les personnes égarées dans la forêt. Elles devaient en outre être conduites au prieuré et hébergées jusqu'au jour, et également réconfortées et nourries. Par cette charte, Haleine de Chiffrevast faisait également don aux moines de Saint-Martin à l'If de neuf vergées de terres « dans les champs dessous la Croix », de deux vergées de pré, de cinquante arbres à prendre dans la forêt qui lui appartenait, de six quartiers d'orge et de huit quartiers d'avoine à prendre dans la grange de son château tous les ans au jour de la fête de saint Martin. Pour cela, il ne demandait que des prières pour sa famille.
- Ancienne carrière à ciel ouvert de schiste bleu[55].

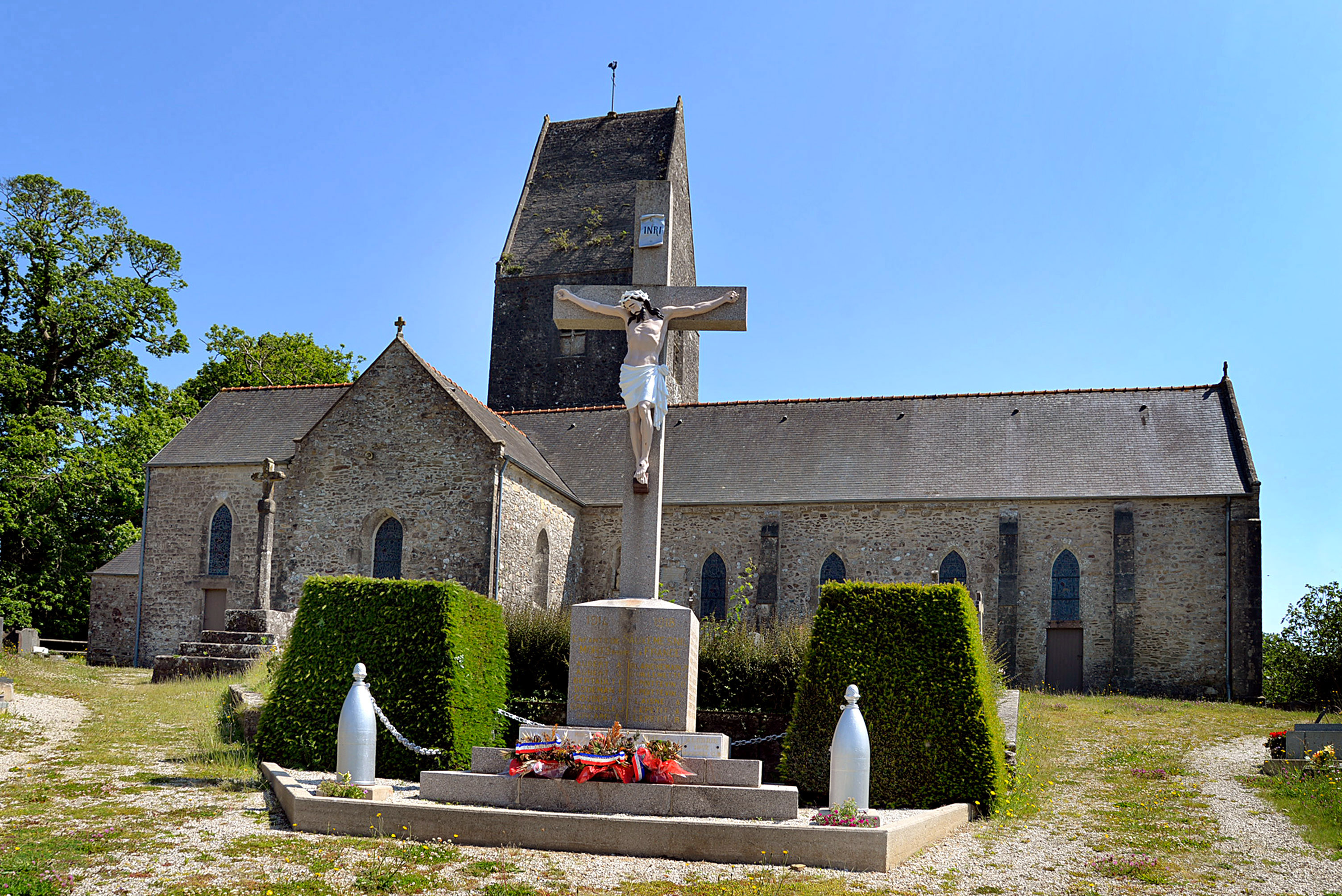
L'église Saint-Grégoire et le monument aux morts de Saussemesnil.
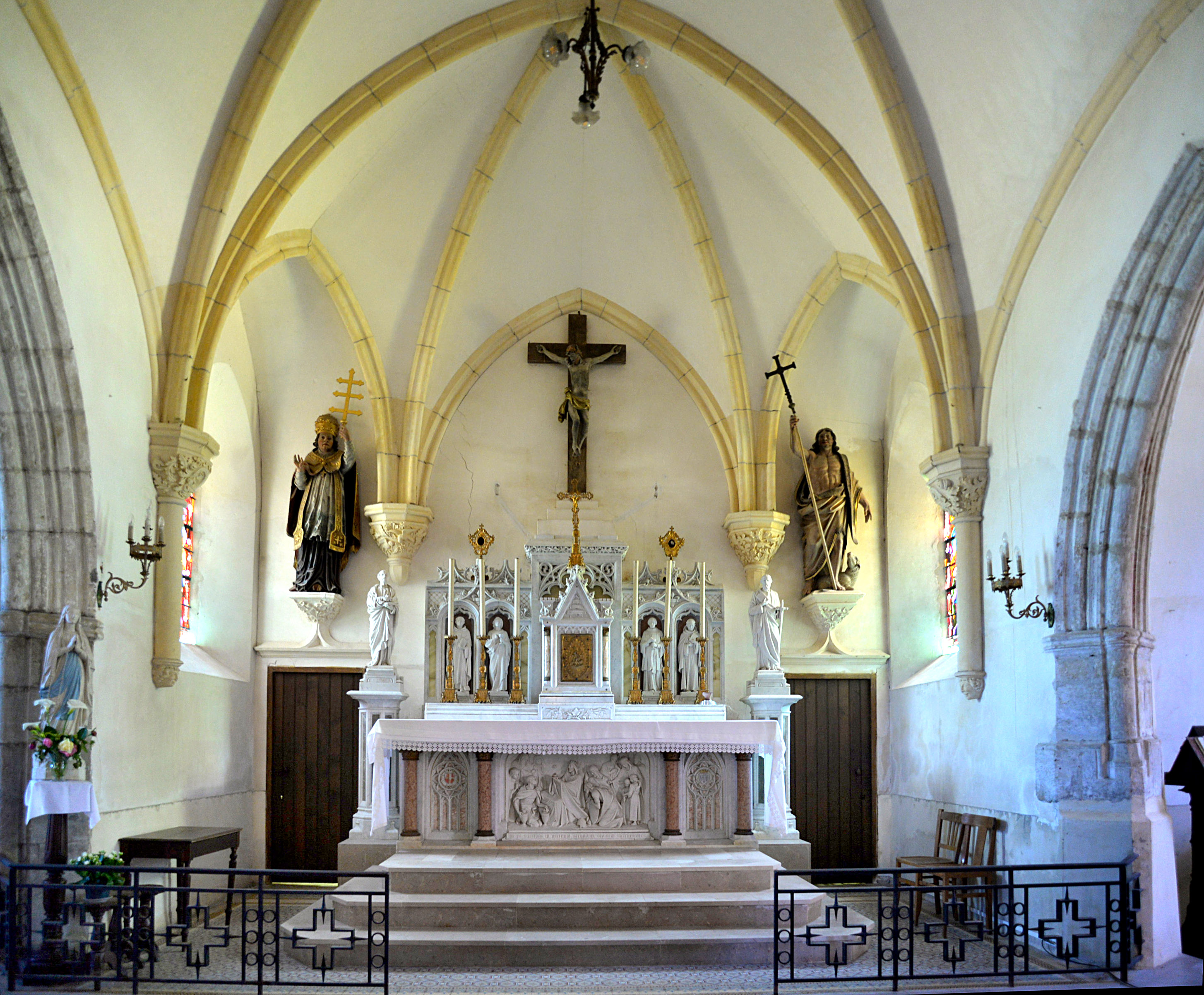
Le chœur de l'église Saint-Grégoire de Saussemesnil.
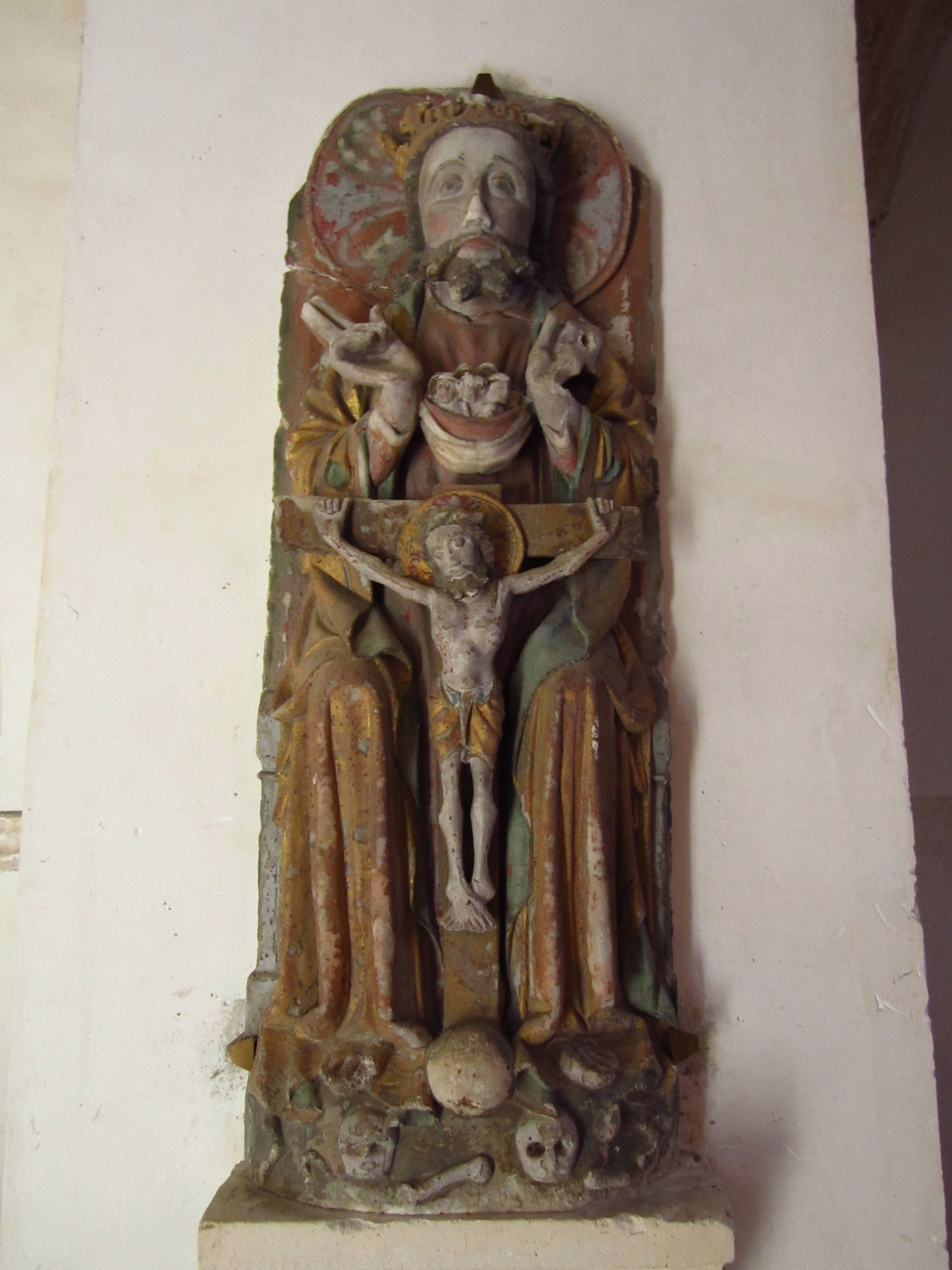
La Trinité (ou la rédemption des âme ?). Église Saint-Grégoire de Saussemesnil.
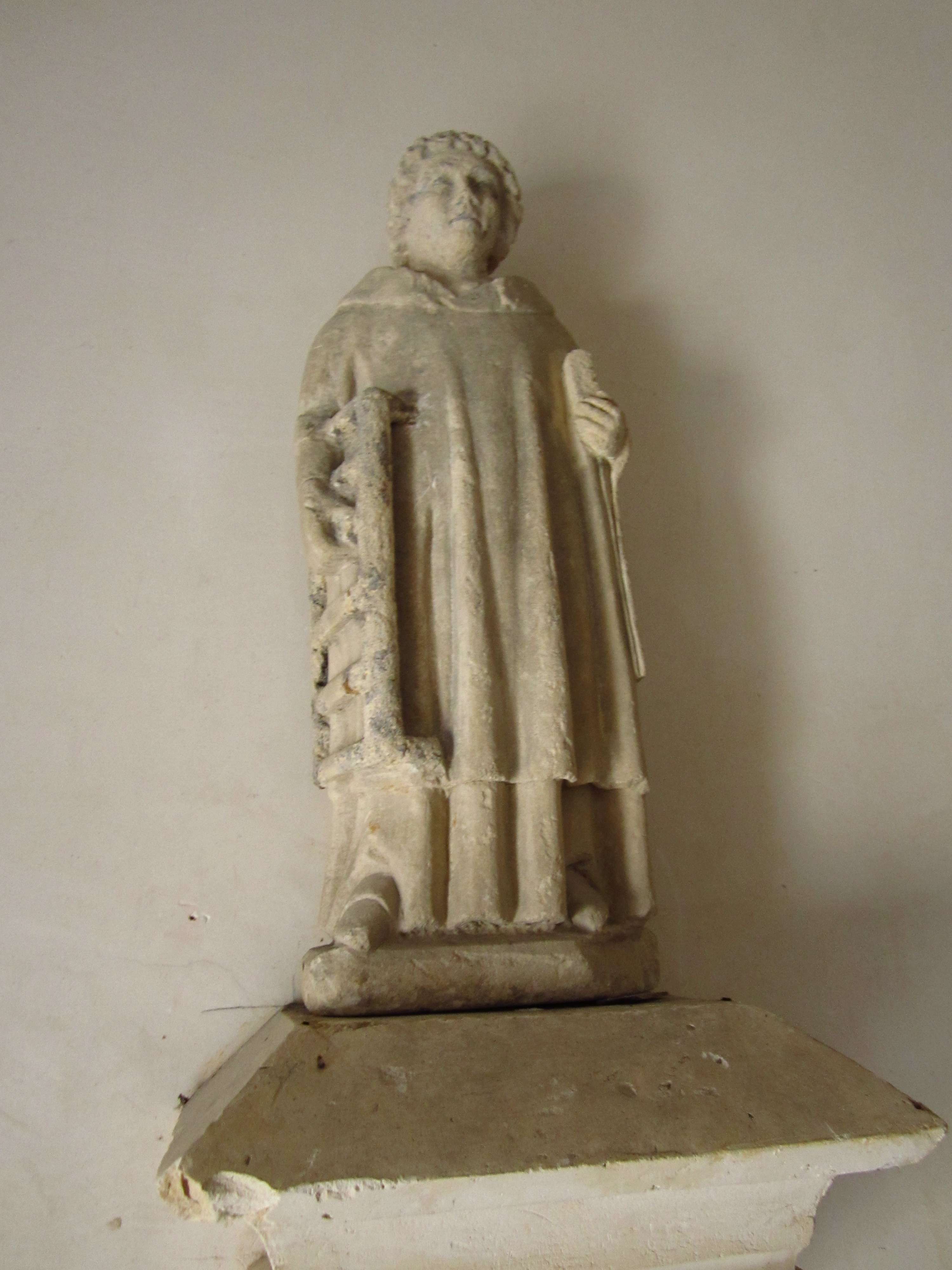
La statue de Saint Laurent. Église Saint-Grégoire de Saussemesnil.
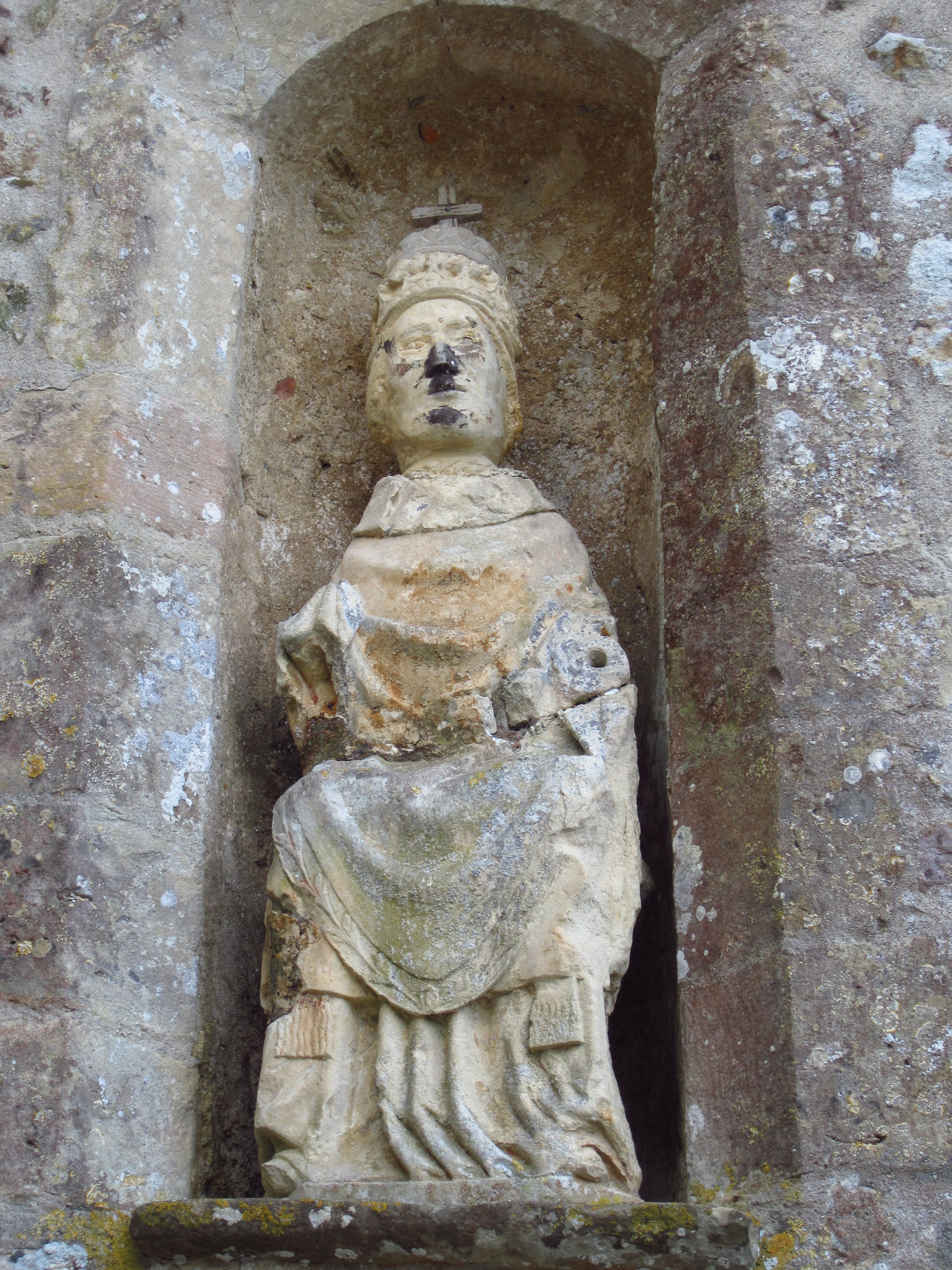
La statue extérieure de Saint Grégoire. Église Saint-Grégoire de Saussemesnil.
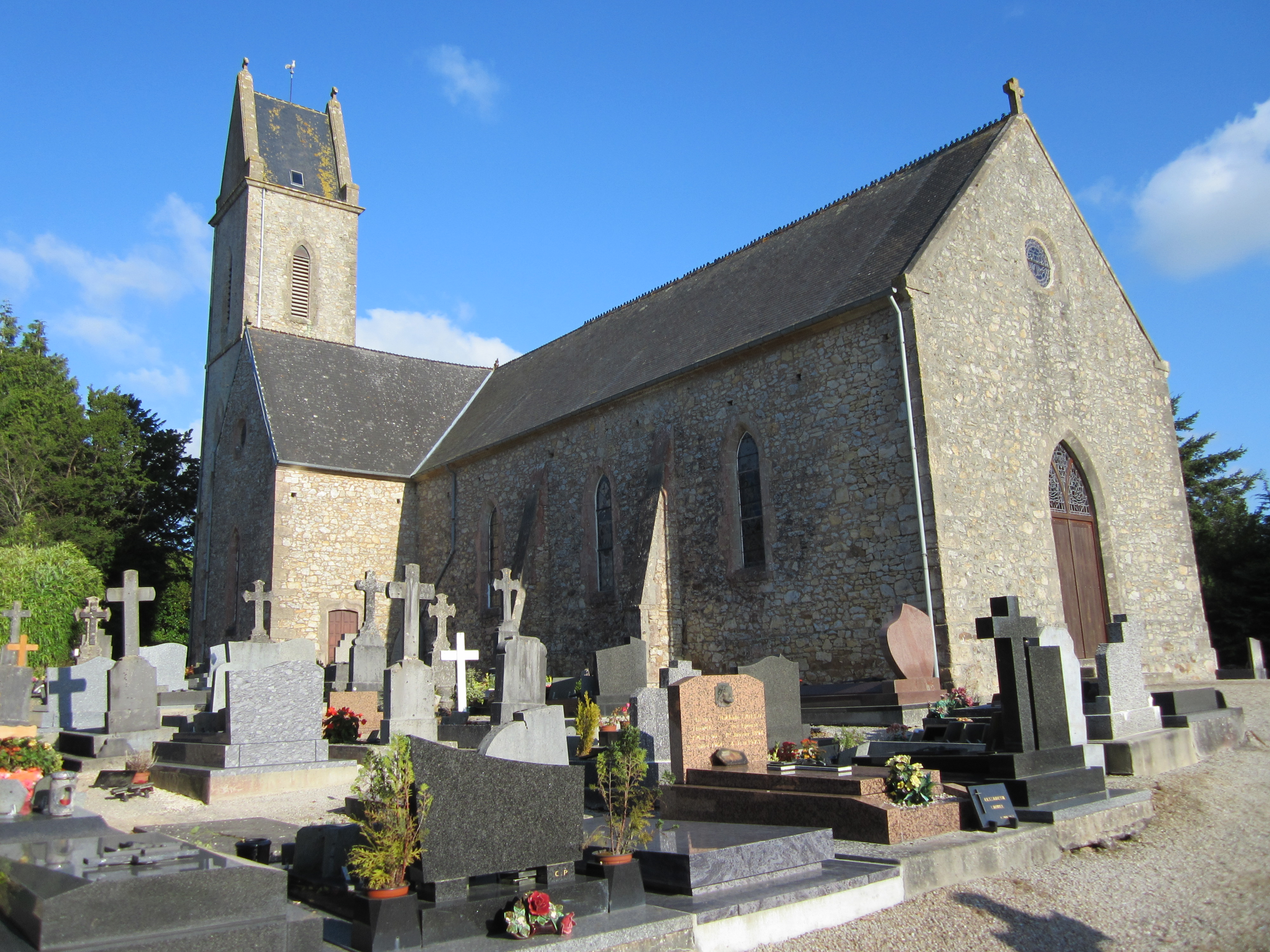
L'église Notre-Dame des Anges de Ruffosses.
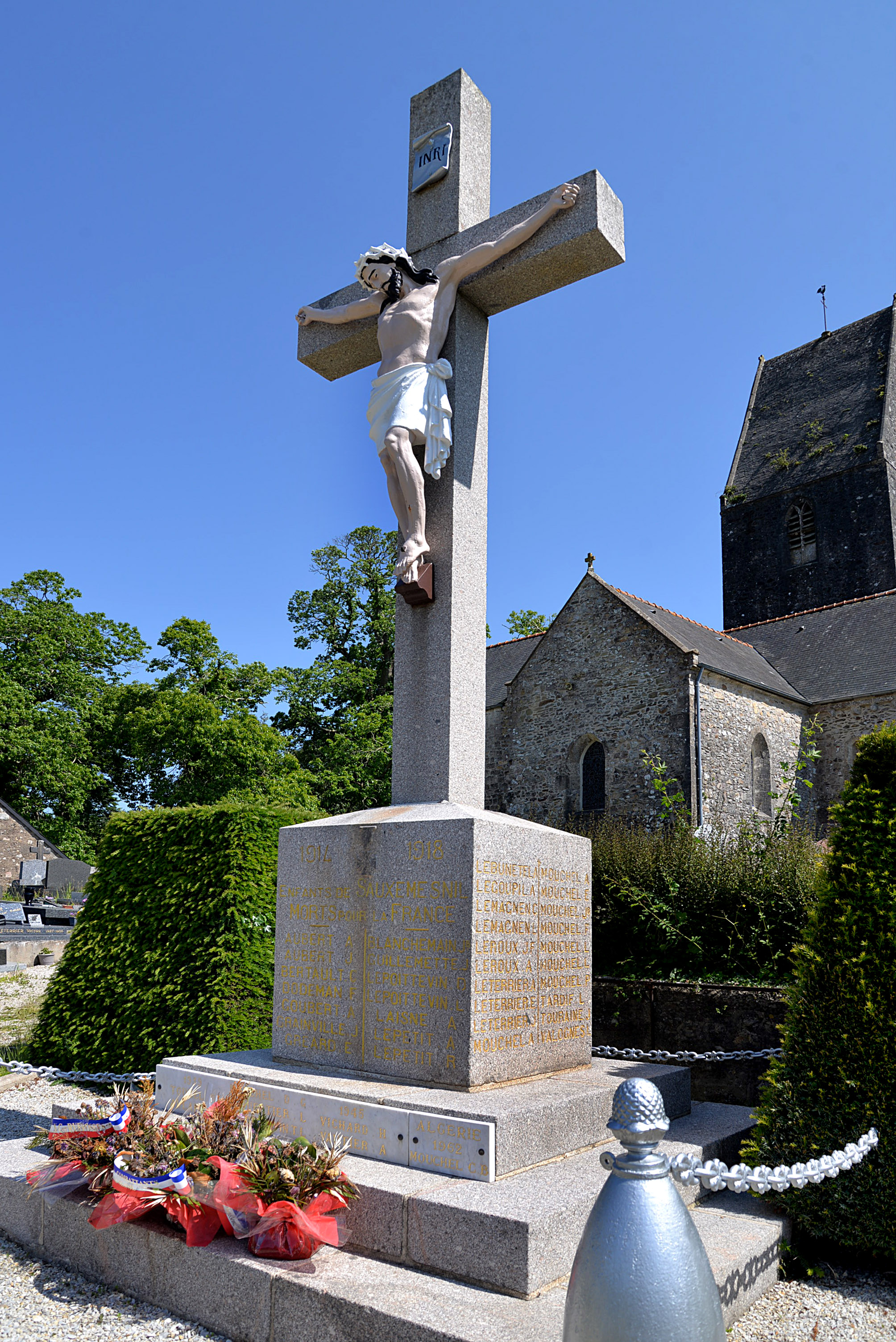
Le monument aux morts de Saussemesnil.

### Personnalités liées à la commune
- François Mouchel dit Lamare, potier-statuaire, né en février 1719, décédé en novembre 1786, fils du potier Léonard Mouchel dit Lamare et Marie Joret. On lui attribue plusieurs statues d'églises dans les environs et il y a une facture signée de lui pour la réalisation de la couverture (tuiles faîtières à dentelles) du château de Pont-Rilly en 1770. C'est par ailleurs le syndic de la communauté des potiers de Sauxemesnil pendant le conflit qui a opposé la profession aux concessionnaires de la forêt de Brix entre 1772 et 1782. Il s'est donc rendu à Rouen avec les frères Lepoittevin dit Rabusquets pour plaider la cause de leurs droits d'usage. A été interrogé par la justice au début de l'année 1782 après l'agression contre le garde Robert Souveraine.
- Nicolas Mouchel-Cauco dit Colin Cauco, né en 1794, décédé en novembre 1874, potier-statuaire, fils de Jean-Louis Grégoire Mouchel Cauco et de Jeanne Françoise Thérèse Mouchel dit Lamare, c'est-à-dire parent du précédent. Ses contemporains ont dit ses dons remarquables et sa faculté d'imiter tout modèle qui lui était présenté, ce qui n'a pas empêché qu'il soit mort misérablement. La fontaine récemment achetée par le musée de Normandie est signée de lui.
- Jean-Baptiste, comte Lebrun de Rochemont (1736-1822), sénateur du Premier Empire et frère du consul Charles-François Lebrun (1739-1824), architrésorier de l'Empire, propriétaire du château de Rochemont.

### Héraldique
| Armes de Saussemesnil | Les armes de la commune de Saussemesnil se blasonnent ainsi : Taillé : au 1er d'azur au pot à une anse au naturel senestré, en chef, d'une lettre S capitale de gueules, au 2e de sinople à deux peupliers au naturel rangés en barre, celui du chef plus épais, adextrés, en pointe, de la lettre R capitale de gueules, le tout soutenu d'une plaine d'azur ; au bâton en barre de gueules brochant sur la partition. |